# Buntkopfspecht

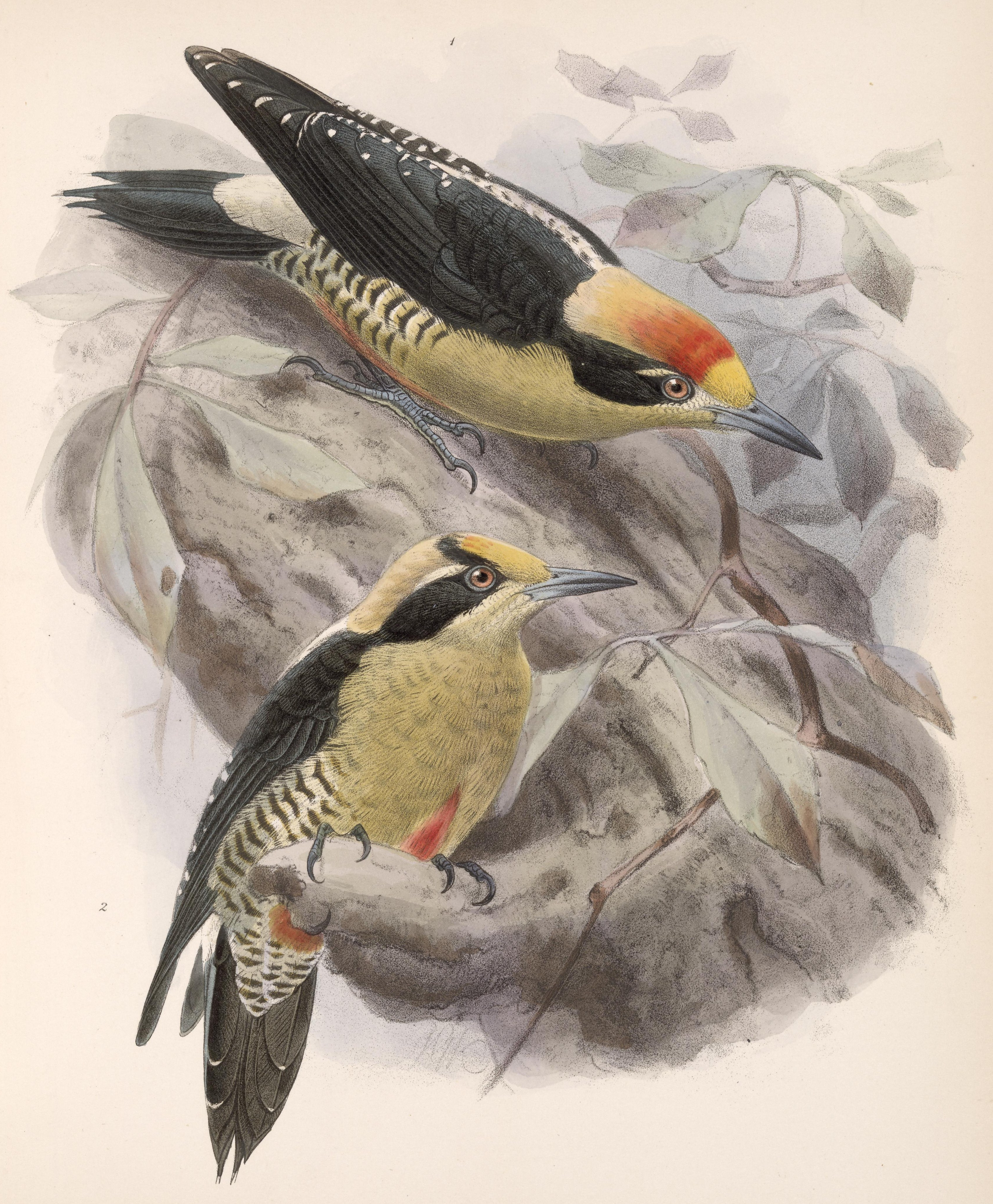
Zeichnung oben Männchen unten Weibchen

Der Buntkopfspecht (Melanerpes chrysauchen) ist eine Vogelart aus der Familie der Spechte (Picidae). Diese kleine Spechtart ist ein Endemit Panamas und Costa Ricas und bewohnt überwiegend den dichten tropischen Regenwald, aber auch Waldränder bis hin zu halboffenen Bereichen mit nur noch lockerem Baumbestand. Die überwiegend in mittlerer Höhe und in den Kronen von Bäumen gesuchte Nahrung besteht vorwiegend aus holzbewohnenden Käfern und deren Larven, schwärmenden Termiten und anderen Insekten sowie Früchten. Die Art ist häufig und wird von der IUCN als ungefährdet („least concern“) eingestuft.

## Beschreibung
Buntkopfspechte sind kleine Spechte mit langem, zugespitztem und an der Basis recht breitem Schnabel. Der Schnabelfirst ist nach unten gebogen. Die Körperlänge beträgt etwa 17–18 cm, das Gewicht 45–68 g; sie sind damit deutlich kleiner, aber etwa so schwer wie ein Mittelspecht. Die Art zeigt wie die meisten Spechtarten bezüglich der Färbung einen deutlichen Geschlechtsdimorphismus, Weibchen sind außerdem etwas kleiner und kurzschnäbeliger als Männchen. 
Mittlerer und unterer Rücken sowie der Bürzel sind weiß, häufig mit einem blass rotbräunlichen Ton. Die übrige Oberseite des Rumpfes, die Schulterfedern und die Oberflügeldecken sind weitgehend einfarbig schwarz mit blauem Glanz; der obere Rücken zeigt in der Mitte eine weiße Linie. Die Schwingen sind oberseits bräunlich schwarz mit kurzen weißen Binden auf den Innenfahnen. Die Schwanzoberseite ist schwarz, die äußeren Steuerfedern zeigen häufig ein oder zwei weiße Binden oder Flecken. Die untere Kehle und die Brust sind verwaschen gräulich olivbraun, die Bauchmitte ist orange-rot. Die übrige Rumpfunterseite, die Flanken, die Beinbefiederung und die Unterschwanzdecken sind auf blass bräunlich weißem Grund kräftig dunkel pfeilspitzenartig gebändert. Die Schwingen sind unterseits bräunlich, die Unterflügeldecken mehr schwärzlich, beide Partien sind breit weiß gebändert. Die Schwanzunterseite ist bräunlich schwarz. 
Der Schnabel ist schwarz, an der Basis etwas aufgehellt. Beine und Zehen sind grau, gelegentlich mit einem Grün- oder Braunton. Die Iris ist braun.
Beim Männchen ist die Stirn goldgelb, der Oberkopf ist im mittleren Bereich rot, Hinterkopf und Nacken sind wieder goldgelb. Hinter dem Auge befindet sich ein kurzer schwarzer Überaugenstreif mit weißen Stricheln. Ein kräftiger schwarzer Augenstreif beginnt vor dem Auge und zieht sich, das Auge unten und oben einfassend, über die oberen Ohrdecken nach hinten entlang der hinteren Halsseiten bis zum oberen Rücken. Die übrigen Kopfseiten sind wie Kinn und obere Kehle einfarbig weiß mit einem deutlich graubräunlichen Ton auf den hinteren Kopfseiten und der Kehle. Beim Weibchen ist die goldgelbe Stirnfärbung weiter auf den vorderen Oberkopf ausgedehnt. Die rote Oberkopfzeichnung fehlt, der Kopf ist in diesem Bereich einfarbig schwarz und nur gelegentlich mit einigen roten Federspitzen durchsetzt.

## Lautäußerungen
Für die Art ist eine Reihe von Rufen bekannt, unter anderem ein hallendes „Tschurr“ und ein kurzes, lautes, rasselndes oder lachendes, drei- bis fünfmal in derselben Tonhöhe schnell wiederholtes Trillern. Der Bettelruf der Jungvögel ist ein quiekendes Summen. Beide Geschlechter trommeln gelegentlich.

## Systematik
Für die Art werden keine Unterarten mehr anerkannt. Der früher als Unterart des Buntkopfspechtes betrachtete Schmuckspecht (Melanerpes pulcher) wird heute als eigenständige Art betrachtet.

## Verbreitung und Lebensraum
Diese Spechtart ist ein Endemit des südwestlichen Costa Ricas und des westlichen Panamas. Die Größe des Gesamtverbreitungsgebietes wird auf nur etwa 15.300 km² geschätzt. Die Art bewohnt überwiegend den dichten tropischen Regenwald, aber auch Waldränder bis hin zu halboffenen Bereichen mit nur noch lockerem Baumbestand. Die Tiere kommen von den Niederungen bis in 1200 m Höhe vor, lokal auch bis 1500 m.

## Ernährung
Die in mittlerer Höhe und in den Kronen von Bäumen überwiegend an toten Stämmen und Ästen gesuchte Nahrung besteht vorwiegend aus holzbewohnenden Käfern und deren Larven, schwärmenden Termiten und anderen Insekten sowie Früchten. Die Nahrung wird vor allem hackend und hämmernd erlangt. Buntkopfspechte jagen außerdem regelmäßig vom Ansitz aus Insekten in der Luft; insbesondere an feuchten Abenden tun sie dies auch über den Baumkronen mit großem Geschick.

## Fortpflanzung
Buntkopfspechte brüten in Einzelpaaren, die Brutsaison reicht von März bis Juni. Die Höhlen werden meist in dicken, toten Stämmen in Höhen zwischen 5 und 30 m angelegt. Häufig werden mehrere Höhlen begonnen, bevor letztlich eine als Bruthöhle ausgewählt wird, deren Fertigstellung in 14 Tage abgeschlossen sein kann. Das Gelege umfasst drei bis vier Eier, die von beiden Partnern bebrütet werden. Während dieser Zeit schlafen Männchen und Weibchen auch gemeinsam in der Bruthöhle. Die Nestlinge werden von beiden Eltern gefüttert und fliegen nach 33–34 Tagen aus. Die Jungvögel werden nach dem Ausfliegen noch bis zu 3 Monate lang versorgt und schlafen danach noch bis zum Beginn der nächsten Brutsaison mit den Eltern in einer gemeinsamen Höhle. Selten gibt es in einer Saison zwei Bruten, in solchen Fällen beteiligt sich gelegentlich ein Jungvogel der ersten Brut als Helfer an der Bebrütung der Eier und der Fütterung der Nestlinge der Zweitbrut und schläft dann auch in der Bruthöhle.

## Bestand und Gefährdung
Angaben zur Größe des Weltbestandes gibt es nicht, die Art gilt in ihrem Verbreitungsgebiet jedoch als häufig. Sie wird von der IUCN als ungefährdet („least concern“) eingestuft.